# 204
204 (CCIV) je bilo prestopno leto, ki se je po julijanskem koledarju začelo na nedeljo.

## Dogodki
- 1. januar

## Rojstva
- Filip Arabec ali Filip I., 34. cesar Rimskega cesarstva, ki je vladal od leta 244 do 249 († 249)